# Zastava Republike Hrvatske
Zastava Republike Hrvatske jedan je od državnih simbola Republike Hrvatske, službeno usvojena 21. prosinca 1990. godine.  Sastoji se od triju jednako širokih vodoravnih pruga crvene, bijele i plave boje s grbom Republike Hrvatske u sredini. Naziva se i hrvatskom trobojnicom ili crven-bijeli-plavi, prema stihovima iz domoljubne pjesme Marjane, Marjane (crven, bili, plavi, to je barjak pravi).
Hrvatska zastava državna je zastava s najvećim brojem životinja koje se na njoj prikazuju među svim zastavama svijeta, njih pet: tri lava, kao simbol Dalmacije, kunu bjelicu, simbol Slavonije te kozu, simbol Istre. Sve su smještene u »kruni« hrvatskoga grba.

## Izgled zastave
Temeljna odredba o izgledu hrvatske zastave sadržana je u članku 11. stavku 2. Ustava Republike Hrvatske:
U Ustavu nadalje stoji da se opis povijesnoga hrvatskog grba i zastave i tekst himne te uporaba i zaštita tih i drugih državnih znamenja uređuje zakonom.
Zakonom o grbu, zastavi i himni Republike Hrvatske te zastavi i lenti predsjednika Republike Hrvatske prihvaćena je zastava Republike Hrvatske. Zakon je donio Sabor Republike Hrvatske na zajedničkoj sjednici Vijeća udruženog rada, Vijeća općina i Društveno-političkog vijeća 21. prosinca 1990. godine, a istoga je dana proglašen ukazom predsjednika Republike i objavljen u Narodnim novinama, čime je odmah stupio na snagu. Zakon u članku 10. propisuje izgled zastave:
Sastavni dio Zakona je i likovni prikaz grba i zastave Republike Hrvatske te zastave i lente predsjednika Republike Hrvatske. Likovni prikaz grba i zastave izradio je akademik Miroslav Šutej, a isti su pohranjeni u Hrvatskom saboru. U Saboru se temeljem Zakona čuva samo izvornik grba Republike Hrvatske.
Predsjedništvo Hrvatskoga sabora je u rujnu 2011. godine donijelo odluku da se izrade i objave grafički standardi za grb i zastavu RH te zastavu Predsjednika RH. Takva odluka je donesena radi potrebe da se objavi jedinstveni model za svako od ovih državnih obilježja kako bi se izbjegla dosadašnja situacija da su u javnoj uporabi njihove brojne inačice sačinjene raznim tehnikama. Autor svih državnih obilježja je akademik Miroslav Šutej, a digitalno ih je oblikovao dizajner Božo Kokan.

### Konstrukcija
Omjer širine i dužine zastave je 1 : 2. Grb se nalazi u sredini zastave tako da se gornji rub glavnog štita poklapa s rubom između crvene i bijele pruge zastave, te da se rub između četvrtog i petog reda polja u glavnomu šahiranom grbu poklapa s rubom između bijele i plave pruge zastave. Za razliku od grba Republike Hrvatske, grb apliciran na zastavu nema bijelo polje između glavnoga štita i crvenoga obruba. Kruna grba je u crvenomu polju, konstrukcijski odgovara glavnomu štitu grba, s time da se crveni obrub krune sjedinjuje s crvenom podlogom pruge, pa je vizualno kruna obrubljena samo bijelim obrubom.

### Boje
Prikaz nijansi boja na zastavi nije precizno određen u zakonskomu tekstu. Na temelju zaključaka Predsjedništva Sabora, objavljen je digitalni zapisi grba i zastave RH te zastave Predsjednika RH, u kojem su navedene i boje koje bi valjalo rabiti.
| Boja          | Prikaz | Pantone           | CMYK        | RGB         | HTML/heksadekadski kôd |
| ------------- | ------ | ----------------- | ----------- | ----------- | ---------------------- |
| crvena        |        | 186 C             | 0-100-100-0 | 255-0-0     | #FF0000                |
| bijela        |        | transparent white | 0-0-0-0     | 255-255-255 | #FFFFFF                |
| plava         |        | cyan              | 100-0-0-0   | 0-147-221   | #0093DD                |
| modra         |        | reflex blue       | 100-82-0-2  | 23-23-150   | #171796                |
| žuta (zlatna) |        | pantone 108       | 0-6-95-0    | 247-219-23  | #F7DB17                |
| crna          |        | procces black     | 0-0-0-100   | 0-0-0       | #000000                |

## Isticanje zastave Republike Hrvatske
Zastava Republike Hrvatske ističe se:
- stalno na zgradama svih državnih tijela;
- u dane praznika Republike Hrvatske;
- u dane žalosti u Republici Hrvatskoj i vije se za trajanja žalosti na pola stijega;
- u drugim prigodama.

Zastavu Republike Hrvatske viju brodovi i druga plovila pomorske i unutarnje plovidbe.
Zastava Republike Hrvatske može se isticati pri javnim skupovima (političkim, znanstvenim, kulturno-umjetničkim, športskim i drugim) koji se održavaju u Republici Hrvatskoj, u skladu s pravilima i običajima održavanja takvih skupova te u drugim prilikama, ako njezina uporaba nije u suprotnosti s odredbama zakona.
Ako se zastava Republike Hrvatske ističe preko ulice ili trga u okomitom položaju, tada se crvena boja zastave nalazi na:
- sjevernoj strani - ako je pravac ulice istok - zapad, odnosno zapad - istok;
- istočnoj strani - ako je pravac ulice sjever - jug, odnosno jug - sjever;
- istočnoj strani kružnog trga. Ako se zastava Republike Hrvatske ističe okomito na stolu, tribini ili kakvom drugom počasnom mjestu, crvena boja zastave je prva s lijeve strane, gledano s prednje strane. Ako se zastava Republike Hrvatske polaže na odar, postolje ili koji drugi predmet ili se nosi u vodoravnom položaju, crvena boja se nalazi s lijeve strane gledano s prednje strane.

U svečanim prilikama zastava Republike Hrvatske podiže se i spušta, ističe i skida odnosno prenosi uz uobičajene počasti (ustajanje, pozdravljanje i drugo).
Ako se zastava jedinice lokalne samouprave ističe uz zastavu Republike Hrvatske, tada se zastava jedinice lokalne samouprave nalazi s desne strane gledano s ulice prema zastavama. Ako se zastava općine ili grada ističe uz zastavu Republike Hrvatske i zastavu županije tada se zastava županije nalazi s lijeve strane, a zastava grada ili općine s desne strane od zastave Republike Hrvatske gledano s ulice prema zastavama.

## Zastava Republike Hrvatske na brodovima
Zastava Republike Hrvatske jest znak hrvatske državne pripadnosti broda. Zastava Republike Hrvatske na brodu ima oblik zastave Republike Hrvatske s tim da je odnos njezine širine prema duljini 1:1,5.
Zastavu Republike hrvatske viju brodovi i jahte upisani u upisnike Republike Hrvatske. Zastava se vije na krmenom zastavnom koplju, a ako to nije moguće, na zastavnom sošnjaku, odnosno sošnjaku. Ako brod, odnosno jahta ne može viti zastavu na krmenom zastavnom koplju ili zastavnom sošnjaku, odnosno sošnjaku, a ima više jarbola, zastava se vije na krmenom jarbolu, a ako ima samo jedan jarbol – na njemu. Brodovi i jahte mogu uvijek viti zastavu, a moraju je viti tijekom dana (od izlaska do zalaska sunca) i to pri ulasku, izlasku i za vrijeme boravka u luci, odnosno na sidrištu, na vidiku brodova Hrvatske ratne mornarice, a na otvorenom moru i na vidiku stranih ratnih brodova – ako ti brodovi viju zastavu, pri stupanju u svezu s drugim brodovima ili kopnom, za vrijeme plovidbe kanalima u unutarnjim morskim vodama, teritorijalnom moru ili gospodarskom pojasu Republike Hrvatske, ako u unutarnjim morskim vodama i teritorijalnom moru ili u gospodarskom pojasu strane države to propisuju zakoni te obalne države, ako primijete u svojoj blizini zrakoplov u niskom letu. U tom slučaju moraju podići zastavu na jarbolu ili na kojemu drugom mjestu koje se iz zrakoplova dobro vidi.
- Zastava trgovačke mornarice

### Zastava ratnih brodova Republike Hrvatske
Na brodovima Hrvatske ratne mornarice viju se zastave propisane Pravilnikom o vojnopomorskim i položajnim zastavama Vojnopomorske zastave su zastave kojima se ističe državna pripadnost broda, kao i njegov vojni status. Vojnopomorske zastave su krmena zastava i pramčana zastava. Izrađuju se tako da odnos dužine zastave prema njezinoj širini iznosi 1:1,5.
Krmena zastava ili u veksilološkoj literaturi poznata jednostavno kao vojnopomorska zastava (ili ratna pomorska zastava), jednaka je zastavi trgovačke mornarice Republike Hrvatske uz dodatak dvaju žutih ukriženih sidra iza grba Republike Hrvatske. Krmena zastava vije se na krmenom zastavnom koplju, odnosno na krmenom jarbolu. Krmena zastava mora biti podignuta do vrha koplja, odnosno jarbola.  Krmenu zastavu ratni brodovi viju cijelo vrijeme plovidbe i tijekom boja na moru. Ako se krmena zastava tijekom plovidbe i boja na moru uništi ili otkine na njeno mjesto ili na neko drugo prikladno mjesto na krmenom dijelu broda mora se odmah istaknuti nova krmena zastava. Vezani ili usidreni ratni brodovi viju krmenu zastavu od 8 sati ujutro do zalaska sunca, a nakon zalaska sunca samo kada je to potrebno radi pokazivanja državne pripadnosti broda. Na brodici koja pripada brodu krmena zastava vije se kada je brodica u plovidbi kao i kada brod kojem brodica pripada vije pramčanu zastavu. Na brodici koja ne pripada brodu krmena zastava vije se kada je brodica u plovidbi kao i blagdanom te uvijek kada ostali ratni brodovi RH viju pramčanu zastavu.
Pramčanu zastavu ili pramčanu (prednju) vojnopomorsku zastavu ratni brodovi viju na pramčanom zastavnom koplju blagdanom i u svečanim prilikama (Dan HRM, praznici i sl.). Za vrijeme boravka ratnog broda RH u stranoj luci pramčana zastava vije se svakodnevno. Kada ratni brodovi viju pramčanu zastavu svakodnevno, ona se podiže i spušta na jednak način kao i krmena zastava, nezavisno od krmene zastave i bez posebnog brodskog ceremonijala.
- Krmena zastava
- Pramčana zastava

## Zastava predsjednika Republike
Zastava predsjednika Republike Hrvatske je kvadratnog oblika (omjer 1:1) obrubljena tankim rubom (29 × 29) naizmjeničnih crvenih i bijelih polja. U sredini zastave na modroj podlozi je znak u obliku povijesnog hrvatskog grba s 25 crvenih i srebrnih polja. Štit krasi vijenac medaljona u kojima su povijesni hrvatski grbovi poredani od lijeve na desnu stranu štita ovim redom: najstariji poznati grb Hrvatske, grbovi Dubrovačke Republike, Dalmacije, Istre i Slavonije. S medaljona se uzdužno pružaju snopovi usporednih zlatnih, crvenih i bijelih linija. Iznad štita je položena vrpca s bojama zastave Republike Hrvatske, na kojoj su u sredini zlatnim slovima u rimskoj kapitali izvezena slova "RH".
Zastava predsjednika RH se ističe:
- na zgradi u kojoj su službene prostorije i stan predsjednika kada on tamo boravi
- na prometnom sredstvu u kojem se nalazi predsjednik
- u drugim svečanim prilikama.

- Zastava predsjednika Republike

## Povijesne hrvatske zastave
Kroz povijest hrvatske su zemlje u bojama svojih zastava i grbova najčešće su sadržavale crvenu, bijelu i plavu boju. Revolucionarne 1848. godine iščekivao se rat s Ugarskom te se prepoznala potreba stvaranja jedinstvene nacionalne zastave. Prvo je odluka o izgledu hrvatske nacionalne trobojnice objavljena u Gajevim Narodnim novinama. Kao zajednički simbol nacije odmah ju je upotrijebila Zagrebačka narodna garda. Malo više od mjesec dana poslije, 5. lipnja 1848. godine prvi put je i službeno upotrijebljena. Barjak je postao službenim pri svečanom ustoličenju Josipa Jelačića za hrvatskoga bana. U veličanstvenoj povorci Jelačić je ušao u Zagreb. na čelu povorke vijorila se trobojnica sa združenim grbovima Kraljevina Hrvatske, Dalmacije i Slavonije te Velike Ilirije s jedne te s Jelačićevim obiteljskim grbom s druge strane.
U Habsburškoj Monarhiji pojedine krunske zemlje imale su svoje grbove, ali ne i zastave. Prema bojama iz zajedničkog grba Trojednice nastala je 1848. nacionalna trobojnica crven-bijeli-plavi, koja je u gibanjima te godine postala nerazdvojni dio hrvatskog nacionalnog identiteta. Instalacijska zastava bana Jelačića prva je službeno upotrijebljena hrvatska trobojnica. Na svečanoj inauguracijskoj odori bana Josipa Jelačića iz 1848. godine crvena, bijela i plava su bile sastavni dio.
- Prednja strana zastave bana Josipa Šokčevića iz 1860. god., rađena prema zastavi bana Josipa Jelačića uz izmijenjeni položaj grbova
- Jedna od zastava zagrebačke narodne straže iz 1848.

Nakon uvođenja Bachova apsolutizma zabranjuju se nacionalne zastave u cijeloj Monarhiji, pa su tako 10. rujna 1852. zabranjene hrvatske trobojnice u bilo kojem obliku, a rabiti su se mogle samo zemaljske boje pojedinih krunskih zemalja (dvobojnice). Trobojnica je ponovno u uporabi od 1860. godine.
Uspostavom Države SHS 1918. hrvatska trobojnica postaje kratkotrajno državna zastava. Iako se s osnivanjem Kraljevine SHS zastava i dalje rabi, zbog sve većeg pritiska režima i uvođenjem diktature biva zabranjena. Osnivanjem Banovine Hrvatske 1939. hrvatska se trobojnica ponovno i službeno koristi kao zastava teritorijalne jedinice unutar Kraljevine Jugoslavije.
S osnivanjem NDH, državna zastava dobiva povijesni grb u sredini i viticu s tamno modrim slovom U u gornjemu kutu uz koplje. U drugoj Jugoslaviji zastava hrvatske federalne jedinice bila je trobojnica s crvenom petokrakom zvijezdom u sredini.

### Popis povijesnih zastava
| Zastava Trojedne Kraljevine 1848. – 1852.                                                                                       | Revolucionarna godina 1848. je godina rođenja hrvatske zastave. Dotadašnje hrvatske zastave bile su ponajprije zastave hrvatskih banova, koje su kao simbol bana predstavljale Trojednu Kraljevinu. Pritom nije bilo nikakve mogućnosti masovnijeg korištenja takvih zastava, pa se može reći da u javnosti gotovo da i nije bilo prisutno ono što se može označiti hrvatskom zastavom. Jelačićeva instalacijska zastava je sve to promijenila. Tijekom sljedećih godina, hrvatska trobojnica (s grbom ili bez njega) masovno je korištena kao hrvatska nacionalna i državna zastava. Dana 5. lipnja 2025. u Hrvatskome saboru ovješena je replika ove zastave iz Hrvatskoga povijesnog muzeja. |
| Zastava Kraljevine Hrvatske 1852. – 1860. Zastava Kraljevine Slavonije 1852. – 1868. Zastava Kraljevine Dalmacije 1820. – 1918. | Trobojnica se vijorila kao općeprihvaćena hrvatska nacionalna zastava diljem civilne Hrvatske i Slavonije sve do uvođenja apsolutizma u Habsburškoj Monarhiji (Bachov apsolutizam), koje je uslijedilo nakon sloma mađarske revolucionarne vojske i vlade te učvršćenja vlasti novoga cara i kralja Franje Josipa I. (vladao od početka prosinca 1848.). U rujnu godine 1852., središnja je vlada zabranila uporabu hrvatske trobojnice i dopustila da se za Kraljevinu Hrvatsku koristi dvobojna bijelo-crvena zastava, te plavo-bijela za Kraljevinu Slavoniju i plavo-žuta za Kraljevinu Dalmaciju. U dostupnoj literaturi, dvobojna se zastava za Hrvatsku obično navodi kao "crveno-bijela", što bi upućivalo na gornje crveno polje. Ipak, brojni prikazi takve zastave (zemaljskih boja) Kraljevine Hrvatske iz razdoblja prije 1918. godine upućuju na zaključak da je gornje polje bilo bijelo. Tako Hickmannov zemljopisno-statistički atlas iz godine 1918., kao "zemaljske boje" (Landesfarben) prikazuje bijelo-crvenu dvobojnicu (istovjetna današnjoj poljskoj zastavi) kao hrvatsku zastavu, a zeleno-bijelo-plavu trobojnicu kao zastavu Kraljevine Slavonije. |
| Zastava Trojedne Kraljevine 1868. – 1918.                                                                                       | Prema Hrvatsko-ugarskoj nagodbi u autonomnim poslovima unutar granica kraljevina Dalmacije, Hrvatske i Slavonije upotrebljavaju se sjedinjene boje i grbovi istih kraljevina, nadsvođeni krunom sv. Stjepana. Prva službena regulacija bila je Naredba kraljevske zemaljske vlade, odjela za unutarnje poslove, od 16. studenoga 1876. broj 18.307. Naredba od 20. prosinca 1899. utvrđuje obrnuti redoslijed hrvatskog i dalmatinskog grba u odnosu na odredbu iz 1876. Prema Naredbi od 21. studenog 1914. zastava je "crveno-bijelo-modra u kraljevinama Hrvatskoj i Slavoniji narodna zastava, koja se sa sjedinjenim grbovima kraljevina Hrvatske, Slavonije i Dalmacije, proviđena krunom sv. Stjepana, u poslovima autonomnim imade upotrebljavati za službenu zastavu". |
| Zastava trgovačke mornarice Trojedne Kraljevine 1892. – 1918.                                                                   | U hrvatskom dijelu Austro-Ugarske koristila se kao zemaljska zastava dok na Jadranu biva korištena od hrvatskih brodarskih društava, priznata je kao treća trgovačka zastava K.u.K. monarhije. Sastoji se od hrvatskog grba tipičnog za razdoblje Austro-Ugarske te same trobojnice. Primjer takve zastave vidljiv je na slici francuskog slikara Antoinea Rouxa, Jr., iz 1892. godine. Bila je jedna od opcija za moguću zastavu trijalističkog uređenja Austro-Ugarske. Zastava Hrvatskog Kraljevstva te zastava Trojedne Kraljevine poslužile su kao inspiracija za kasnije hrvatske zastave. |
| Zastava Države Slovenaca, Hrvata i Srba 1918.                                                                                   | Tijekom postojanja Države SHS nitko nije predložio usvajanje neke posebne zastave te države. Zbog toga su u stvarnosti isticane "narodne zastave" u različitim kombinacijama, ovisno o lokalnim prilikama. Hrvatska zastava u to doba bila je čista trobojnica, odnosno civilna zastava (inačica bez grba) iz doba 1867. – 1918. Narodne zastave, hrvatska i srpska, stvarale su nedaće. Tako bi dolazilo do skidanja jedne, postavljanja druge. Jedna je dobivalo počasno mjesto, iako bi to zapravo pripadalo drugoj. Za državne zgrade, nađeno je rješenje toga pitanja. Na državnim zgradama, u Dalmaciji, isticane su obje zastave, premda je i tu pitanje prvenstva zadavalo neprilike. |
| Zastava Banovine Hrvatske (s grbom i bez njega) 1939. – 1941.                                                                   | Za razliku od grba, puno je teže odrediti kakva je točno bila zastava Banovine Hrvatske i na koji se način koristila. U njezinu slučaju ne pomažu nikakve okružnice, pečati, obrasci ili vrijednosnice. Razložno je pretpostaviti da su uredi i ustanove banske vlasti ponajprije koristili hrvatsku trobojnicu, a ne jugoslavensku. Iako se mogla vidjeti u mnogim inačicama, točan omjer te zastave bio je vjerojatno jednak ondašnjoj jugoslavenskoj zastavi, a to je 2:3. Pretpostavku korištenja hrvatske zastave potkrjepljuju brojna sjećanja i izjave, koji ističu da je uspostava Banovine Hrvatske istodobno značila uskrsnuće hrvatske zastave, koju se otada moglo u javnosti vidjeti na svakom koraku. To bi bilo nemoguće da se ona nije vijala i na zgradama ureda i ustanova banske vlasti. Zbog tadašnjih okolnosti u uporabi je i dalje ostala trobojnica bez grba. Nema dvojbe da je većina zastava s grbom, koje su korištene nakon 1935., a zasigurno i mnoge od onih, koje su nastale prije uvođenja diktature godine 1929., korištena i u Banovini Hrvatskoj. Sačuvane fotografije pokazuju da su na javnim zgradama isticane trobojnice bez ikakvih grbova, pa je očito da ni hrvatske trobojnice na javnim zgradama nisu sadržavale grbove. Zbog toga nije moguće prihvatiti tvrdnju da bi Banovina Hrvatska usvojila i službeno koristila zastavu, koja bi sadržavala hrvatski grb. |
| Zastava Nezavisne Države Hrvatske 1941. – 1945.                                                                                 | Prema Zakonskoj odredbi o državnom grbu, državnoj zastavi, Poglavnikovoj zastavi, državnom pečatu, pečatima državnih i samoupravnih ureda od 28. travnja 1941. zastava ima sljedeći opis: "Zastava Nezavisne Države Hrvatske je zastava s tri vodoravno položena polja i to: najviše crveno (boje krvi), pod njim bijelo, a pod tim modro. Visina te zastave prema širini je u omjeru 2:3 ili 2:5. U sredini bijelog polja je državni grb Nezavisne Države Hrvatske bez troplete vitice. Postavljen je od crvenog i modrog polja daleko, koliko je duga stranica jedne četvorine u grbu. Na crvenom polju kraj koplja nalazi se vitica, kao ona na grbu, izvedena crveno tako, da je njena površina ostavljena bijela. U njenom bijelom polju je veliko tamno modro slovo U. Ta se državna zastava rabi svagdje, osim kod ratne mornarice." (...) Unutar države ostaje svagdje osim na državnim i samoupravnim zgradama do daljnje odredbe u uporabi dosadanja hrvatska narodna |
| Zastava NR Hrvatske 1945. – 1947.                                                                                               | U II. odlomku naredbe Vrhovnog štaba Narodnooslobodilačkih partizanskih odreda Jugoslavije, od 1. listopada 1941., određen je izgled zastava, pa i hrvatske: "Na sredini zastave, preko cele širine, treba da stoji petokraka crvena zvezda". Zastava Federalne Države Hrvatske od 26. svibnja 1945. do 26. veljače 1946. i zastava Narodne Republike Hrvatske do 18. siječnja 1947. i donošenja Ustava Narodne Republike Hrvatske. Naredbom o vješanju zastava od 26. svibnja 1945. propisano je da je crvena petokraka zvijezda na srednjem polju položena na način da vrhovi krakova petokrake zvijezde zahvaćaju ostala polja, ali se isto nije u potpunosti provelo. |
| Zastava SR Hrvatske 1947. – 1990.                                                                                               | Člankom 7. Ustava Socijalističke Republike Hrvatske iz 1974. godine bio je propisan izgled zastave: Zastava Socijalističke Republike Hrvatske sastoji se od tri boje: crvene, bijele i plave, s crvenom petokrakom zvijezdom u sredini. Odnos širine i dužine zastave je 1:2. Boje zastave su položene vodoravno, i to ovim redom odozgo: crveno, bijelo i plavo. Svaka boja zauzima jednu trećinu prostranstva širine zastave. Zvijezda ima pravilan petokraki oblik i rub zlatne (žute) boje. Središnja točka zvijezde poklapa se s točkom u kojoj se sijeku dijagonale zastave. Gornji krak zvijezde ulazi do polovine crvene boje zastave tako da donji kraci zvijezde dobivaju odgovarajuće mjesto u plavoj boji zastave. |
| Zastava Republike Hrvatske 25. srpnja 1990. – 21. prosinca 1990.                                                                | Inačica nove zastave Republike Hrvatske, prvi je put službeno istaknuta 30. svibnja 1990. na Trgu bana Jelačića i jedna je od inačica službeno isticanih od 25. srpnja 1990. na Trgu svetoga Marka u Zagrebu. Službeni simboli usvojeni 25. srpnja 1990. do kraja istoga mjeseca počeli su zamjenjivati dotadašnje simbole SRH gdje god da su se oni još uvijek nalazili. Na javne zgrade izvješene su nove zastave RH, a započelo je i mijenjanje pečata. Ustavni amandmani nisu bili jasni. Naime, višemjesečna uporaba zastava s grbovima s početnim bijelim poljem imala je u prvom trenutku za posljedicu javno isticanje upravo takvih zastava na javnim zgradama i uredima. One su doduše odgovarale rješenju iz točke 2. amandmana LXVI. o povijesnom hrvatskom grbu u sredini zastave. Točka 1. istoga amandmana je bila sporna jer iako navodi kako se grb sastoji od 25 crvenih i bijelih polja, nije određeno, koje je početno polje. Tek je Zakonom o grbu, zastavi i himni Republike Hrvatske te zastavi i lenti predsjednika Republike Hrvatske od 21. prosinca 1990. crveno polje jasno određeno kao početno na grbu. Inačica s početnim bijelim poljem grba, danas je često korištena među Hrvatima izvan Hrvatske, ali i drugim dijelovima hrvatskoga društva. |

## Vanjske poveznice
Hrvatska na stranicama Flags of the World

- Encyclopædia Britannica o hrvatskoj zastavi.
- Luchtenberg, Mello: Kratka povijest porabe zastava na području Hrvatske.
- Hrvatski sabor - Grafički standardi zastave Republike Hrvatske  Arhivirana inačica izvorne stranice od 1. srpnja 2017. (Wayback Machine)
- The FAME - web sjedište posvećeno proučavanju zastava (veksilologija) i grbova (heraldika)